# Bennet Omalu
Bennet Ifeakandu Omalu, född 30 september 1968, är en nigeriansk-amerikansk läkare, rättsmedicinsk patolog och neuropatolog som först upptäckte kronisk traumatisk encefalopati (CTE, Chronic Traumatic Encephalopathy) hos spelare i amerikansk fotboll.

## Biografi
Omalu föddes som den sjätte av sju syskon i Nnokwa, Idemili South, Anambra i sydöstra Nigeria under inbördeskriget i Nigeria (Biafrakriget 1967-1970). Fadern var gruvingenjör och modern sömmerska. Efternamnet Omalu är en förkortning av Onyemalukwube, som betyder "han som vet, talar".

### Utbildning
Omalu började skolan vid tre års ålder och började 16 år gammal sin medicinska utbildning vid Nigeria Universitet i Nsukka och var klar med en kandidatexamen i medicin och en i kirurgi 1990. På grund av de inre politiska förhållandena i Nigeria sökte sig Omalu till USA. 1994 började han på University of Washington för utbildning i epidemiologi, 1995 började han utbildning i anatomisk och klinisk patologi vid Columbia Universitys Harlem Hospital Center och fortsatte sedan med andra utbildningar.

### CTE
Omalu fann 2002 stora ansamlingar av tau-proteiner i Pittsburgh Steelers-spelaren Mike Websters hjärna som hade dött plötsligt och oväntat efter år av ohälsa med kognitivt och intellektuellt nedsatt förmåga. Tillsammans med kollegerna på avdelningen för patologi vid Pittsburg Universitet publicerade 1 juli 2005 Omalu artikeln "Chronic Traumatic Encephalopathy in a National Football Leage Player" i tidskriften Neurosugery. Omalu fortsatte att finna samma fynd som hos Mike Websters hjärna hos andra spelare som dött. Först i december 2009 erkände NFL offentligt kopplingen mellan ständiga hjärnskakningar i amerikansk fotboll och långvariga neurologiska effekter. I mars 2016 vittnade NFL:s senior vice president för hälsa och säkerhet, Jeff Miller, inför kongressen att NFL nu trodde att det fanns en länk mellan amerikansk fotboll och CTE. 2017 var Omalu huvudförfattare till en artikel om att CTE för första gången hade kunnat bekräftats hos en levande person och som sedan bekräftats efter personens död.

### Privatliv
Omalu är gift med Prema Mutiso som ursprungligen är från Kenya. De har två barn. Omalu blev naturaliserad amerikansk medborgare i februari 2015.